# Kio Spo
A Kio Spo (京スポ) japán televíziós sporthírműsor, melyet a KBS Kyoto sugároz 2004. április 1-je óta.

## Áttekintés
A Kio Spo műsoridejét kiotói székhelyű sportcsapatokkal és kiotói születésű sportolókkal kapcsolatos hírek teszik ki, a Kiotó Sanga FC férfi labdarúgóklub és a Kiotó Flora női baseballcsapat külön műsorsarkot kapott. A Kio Spo felvételeit az adásba kerülés napján, a D stúdióban veszik fel.
2009. március 26-ig Tokoton! Kio no Sports (とことん!京のスポーツ) címen futott a műsor, azonban április 2-án Kio Spóra (京スポ) rövidítették azt. Később megkapta a Sports News Entertainment alcímet, bár az elektronikus műsorújság ezt nem tükrözte.
A műsor hírolvasója eredetileg Moritani Takeo volt, akit 2013. október 3-án Umihira Nagomi váltott. A főhírolvasók munkáját 2009 áprilisa és 2010 márciusa között kiotói egyetemek cheerleaderei, míg 2010 áprilisa óta Koura Ai bemondó segíti.

## Műsorvezetői

### Hírolvasó
- Umihira Nagomi (KBS bemondó) — 2010. október 3-a óta

### Asszisztensek
- Koura Ai — 2010 áprilisa óta
- Kadzsivara Makoto (KBS bemondó)

### Kommentátorok
- Aoki Ai (egykori szinkronúszó)
- Hajakari Minori (atléta)

## Korábbi műsorvezetői

### Hírolvasó
- Moritani Takeo (KBS bemondó)

### Asszisztensek
- Hanada Csieko
- Mori Csiemi
- Mijaszaka Miho
- Peewees (Ricumeikan Egyetem)
- Spirits (Rjukoku Egyetem)
- Stardust Leaders (Kiotó Szangjó Egyetem)
- Cheereding Angels (Dosisa Egyetem)
- Finds (Bukkjó Egyetem)
- Amigas (Kiotó Notre Dame Egyetem)
- Hirano Szatomi (KBS bemondó) — kizárólag a 2011. december 22-i adásban

## Zene
A műsor nyitó főcímdala az Osaka Show Gangs idolegyüttes Joru no aozora (夜の青空) című száma.